# Битва при Розгановцях
48°44′41″ пн. ш. 21°20′10″ сх. д. / 48.744743° пн. ш. 21.336136° сх. д.
Би́тва при Розга́новцях — битва, що відбулася 15 червня 1312 року, між об'єднаними військами короля Карла І Роберта, спиських саксонців, мальтійських лицарів та загонів міста Кошиці проти військ Омодейовців (сини покійного палатина Омодея Аба) та загонів Матуша Чака Тренчанського.
У битві брало участь близько 10 000 осіб. Чисельніших втрат зазнало королівське військо, але чутливіших — супротивник. Окрім командирів загинули двоє синів Омодея — Микулаш та Давид.
Це була найбільша лицарська битва з часів татарської навали. Після неї Карл І Роберт конфіскував обширні маєтки Омодейовців та їхніх прихильників і частину з них дарував своїм прихильникам. Битва скінчила довготривалу владу Абовців у східній Словаччині і предзнаменувала кінець влади Матуша Чака на решті території Словаччини. Але найбільше значення битви полягало в тому, що вона кардинально зменшила силу магнатської опозиції королю і зміцнила престиж його влади.
| Середньовіччя | Це незавершена стаття про Середньовіччя. Ви можете допомогти проєкту, виправивши або дописавши її. |